# Patricia Walkden
Patricia "Pat" Molly Walkden (Bulawayo, 12 februari 1946) is een voormalig professioneel tennisspeelster uit Zuid-Afrika. Zij speelde in de jaren zestig, nog voor het open tijdperk, en tot het midden van de jaren zeventig. Het gehele jaar 1971 nam zij geen deel aan internationale toernooien.
Op 3 september 1971 trad zij in het huwelijk met Zuid-Afrikaan Quentin Christopher Pretorius, haar gemengd-dubbelspelpartner in 1968 (Roland Garros en Wimbledon). Vanaf 1972 speelde zij onder de naam Pretorius dan wel Walkden-Pretorius.
Geboren in Rhodesië, nam zij in 1966 en 1967 deel aan het Fed Cup-team van dat land. Van 1972 tot en met 1974 speelde zij in het Zuid-Afrikaanse Fed Cup-team. Daarbij stond zij tweemaal in de finale: in 1972 tegen Groot-Brittannië (Zuid-Afrika won) en in 1973 tegen Australië (Australië won).
In het enkelspel won zij geen toernooien. Wel bezit zij drie titels in het vrouwendubbelspel. Haar beste resultaat op de grandslamtoernooien is het bereiken van de finale van het dubbelspeltoernooi op Roland Garros in 1967, samen met de Zuid-Afrikaanse Annette van Zyl. Haar mooiste enkelspelzege tijdens een grandslamtoernooi is die op de Britse Virginia Wade in de derde ronde van Wimbledon 1969.

## Palmares
| Legenda                |
| ---------------------- |
| Grandslamtoernooi      |
| Olympische Spelen      |
| Year-End Championships |
| Tier I                 |
| Tier II                |
| Tier III               |
| Tier IV & V            |

### Finaleplaatsen enkelspel
| nr.              | finale     | toernooi          | ondergrond | tegenstandster   | score         |
| ---------------- | ---------- | ----------------- | ---------- | ---------------- | ------------- |
| gewonnen finales |            |                   |            |                  |               |
| geen             |            |                   |            |                  |               |
| verloren finales |            |                   |            |                  |               |
| 1.               | 1969-08-18 | WTA Kitzbühel     | gravel     | Judy Tegart      | 6-8, 2-6      |
| 2.               | 1970-05-23 | WTA Lee-on-Solent | gravel     | Helen Gourlay    | 4-6, 4-6      |
| 3.               | 1970-08-10 | WTA Haverford     | gras       | Margaret Court   | 1-6, 0-6      |
| 4.               | 1972-07-15 | WTA Dublin        | gras       | Evonne Goolagong | 6-2, 1-6, 2-6 |
| 5.               | 1973-05-19 | WTA Lee-on-Solent | gravel     | Evonne Goolagong | 3-6, 2-6      |
| 6.               | 1973-06-17 | WTA Hamburg       | gravel     | Helga Masthoff   | 4-6, 1-6      |

### Finaleplaatsen vrouwendubbelspel
| nr.              | finale     | toernooi          | ondergrond | partner          | tegenstandsters                  | score                 |
| ---------------- | ---------- | ----------------- | ---------- | ---------------- | -------------------------------- | --------------------- |
| gewonnen finales |            |                   |            |                  |                                  |                       |
| 1.               | 1972-07-15 | WTA Dublin        | gras       | Brenda Kirk      | Evonne Goolagong Karen Krantzcke | 6-3, 8-10, 6-2        |
| 2.               | 1973-07-29 | WTA Cleveland     | hardcourt  | Ilana Kloss      | Janice Metcalf Laurie Tenney     | 1-6, 7-6, 6-1         |
| 3.               | 1973-08-12 | WTA Cincinnati    | gravel     | Ilana Kloss      | Evonne Goolagong Janet Young     | 7-6, 3-6, 6-2         |
| verloren finales |            |                   |            |                  |                                  |                       |
| 1.               | 1967-06-03 | Roland Garros     | gravel     | Annette van Zyl  | Françoise Dürr Gail Sherriff     | 2-6, 2-6              |
| 2.               | 1968-05-19 | WTA Rome          | gravel     | Annette du Plooy | Margaret Court Virginia Wade     | 2-6, 5-7              |
| 3.               | 1970-07-19 | WTA Cincinnati    | gravel     | Helen Gourlay    | Rosie Casals Gail Chanfreau      | 10-12, 1-6            |
| 4.               | 1970-07-26 | WTA Indianapolis  | gravel     | Helen Gourlay    | Rosie Casals Gail Chanfreau      | 2-6, 2-6              |
| 5.               | 1970-08-16 | WTA Toronto       | gravel     | Helen Gourlay    | Rosie Casals Margaret Court      | 0-6, 1-6              |
| 6.               | 1972-06-24 | WTA Londen        | gras       | Brenda Kirk      | Rosie Casals Billie Jean King    | 7-5, 0-6, 2-6         |
| 7.               | 1972-07-22 | WTA Hoylake       | gras       | Brenda Kirk      | Evonne Goolagong Helen Gourlay   | ex aequo wegens regen |
| 8.               | 1972-08-06 | WTA Cincinnati    | gravel     | Brenda Kirk      | Margaret Court Evonne Goolagong  | 4-6, 1-6              |
| 9.               | 1972-08-20 | WTA Toronto       | gravel     | Brenda Kirk      | Margaret Court Evonne Goolagong  | 6-3, 3-6, 5-7         |
| 10.              | 1972-08-27 | WTA Haverford     | gras       | Brenda Kirk      | Virginia Wade Sharon Walsh       | 6-7, 2-6              |
| 11.              | 1973-08-05 | WTA Atlantic City |            | Ilana Kloss      | Chris Evert Marita Redondo       | 4-6, 4-6              |

## Resultaten grandslamtoernooien
| Legenda | Legenda                          |
| ------- | -------------------------------- |
| g.t.    | geen toernooi gehouden           |
| l.c.    | lagere categorie                 |
| –       | niet deelgenomen                 |
| G       | uitgeschakeld in de groepsfase   |
| 1R      | uitgeschakeld in de eerste ronde |
| 2R      | uitgeschakeld in de tweede ronde |
| 3R      | uitgeschakeld in de derde ronde  |
| 4R      | uitgeschakeld in de vierde ronde |
| KF      | uitgeschakeld in de kwartfinale  |
| HF      | uitgeschakeld in de halve finale |
| F       | de finale verloren               |
| W       | het toernooi gewonnen            |
| w-v     | winst/verlies-balans             |

### Enkelspel
| Toernooi        | 1964 | 1965 | 1966 | 1967 | 1968 | 1969 | 1970 |    | 1972 | 1973 |
| --------------- | ---- | ---- | ---- | ---- | ---- | ---- | ---- | -- | ---- | ---- |
| Australian Open | –    | –    | –    | –    | –    | –    | –    | –  | –    |      |
| Roland Garros   | 2R   | 3R   | 3R   | 4R   | 4R   | 3R   | 2R   | –  | –    |      |
| Wimbledon       | –    | 1R   | 2R   | 3R   | 3R   | 4R   | 1R   | 3R | 3R   |      |
| US Open         | –    | –    | –    | 1R   | –    | –    | 3R   | –  | –    |      |

### Vrouwendubbelspel
| Toernooi        | 1964 | 1965 | 1966 | 1967 | 1968 | 1969 | 1970 |    | 1972 | 1973 |
| --------------- | ---- | ---- | ---- | ---- | ---- | ---- | ---- | -- | ---- | ---- |
| Australian Open | –    | –    | –    | –    | –    | –    | –    | –  | –    |      |
| Roland Garros   | 2R   | 3R   | KF   | F    | HF   | KF   | KF   | –  | –    |      |
| Wimbledon       | –    | KF   | KF   | 1R   | 2R   | 1R   | KF   | 2R | 3R   |      |
| US Open         | –    | –    | –    | HF   | –    | –    | 2R   | –  | –    |      |

### Gemengd dubbelspel
| Toernooi        | 1965 | 1966 | 1967 | 1968 | 1969 | 1970 |      | 1972 | 1973 |
| --------------- | ---- | ---- | ---- | ---- | ---- | ---- | ---- | ---- | ---- |
| Australian Open | –    | –    | –    | –    | –    | g.t. | g.t. | g.t. |      |
| Roland Garros   | 2R   | 2R   | 3R   | 3R   | KF   | 2R   | –    | –    |      |
| Wimbledon       | 3R   | 3R   | 3R   | 2R   | 4R   | 3R   | HF   | 3R   |      |
| US Open         | –    | –    | –    | –    | –    | 3R   | –    | –    |      |

## Overige bronnen
- Tennisforum gehuwde namen
- Tennisforum 1968
- Tennisforum 1970
- Tennisforum 1972
- Tennisforum 1973